# Korea Open 2015
Il Korea Open 2015 (precedentemente conosciuto come Hansol Korea Open e Kia Korea Open) è stato un torneo di tennis giocato sul cemento all'aperto. È stata la dodicesima edizione del torneo che fa parte della categoria International nell'ambito del WTA Tour 2015. Il torneo si è giocato dal 21 al 27 settembre all' Olympic Park Tennis Center di Seul, in Corea del Sud.

## Partecipanti

### Teste di serie
| Nazionalità | Giocatrice                | Ranking* | Testa di serie |
| ----------- | ------------------------- | -------- | -------------- |
| Romania     | Irina-Camelia Begu        | 30       | 1              |
| Slovacchia  | Anna Karolína Schmiedlová | 32       | 2              |
| Stati Uniti | Sloane Stephens           | 33       | 3              |
| Stati Uniti | Varvara Lepchenko         | 38       | 4              |
| Germania    | Mona Barthel              | 48       | 5              |
| Romania     | Alexandra Dulgheru        | 51       | 6              |
| Germania    | Julia Görges              | 54       | 7              |
| Belgio      | Alison Van Uytvanck       | 55       | 8              |

* Ranking al 14 settembre 2015

### Altre partecipanti
Giocatrici che hanno ricevuto una Wild card:
- Jang Su-jeong
- Han Na-lae
- Kimiko Date-Krumm

Giocatrici passate dalle qualificazioni:

- Kateryna Kozlova
- Nicole Melichar
- Paula Badosa Gibert
- Aljaksandra Sasnovič

## Campionesse

### Singolare
Irina-Camelia Beguha battuto in finale  Aljaksandra Sasnovič con il punteggio di 6–3, 6–1.
- È il secondo titolo in carriera per la Begu, primo della stagione.

### Doppio
Lara Arruabarrena /  Andreja Klepač ha battuto  Kiki Bertens  Johanna Larsson con il punteggio di 2–6, 6–3, [10–6].